# Leichtathletik-Weltmeisterschaften 2011/Teilnehmer (Kamerun)
| Gelbes Symbol für Goldmedaillen mit stilisierten Olympischen Ringen | Graues Symbol für Silbermedaillen mit stilisierten Olympischen Ringen | Braundes Symbol für Bronzemedaillen mit stilisierten Olympischen Ringen |
| ------------------------------------------------------------------- | --------------------------------------------------------------------- | ----------------------------------------------------------------------- |
| —                                                                   | —                                                                     | —                                                                       |

Der Leichtathletik-Verband Kameruns stellte bei den Leichtathletik-Weltmeisterschaften 2011 im koreanischen Daegu zwei Teilnehmer.

## Ergebnisse

### Männer

#### Sprung/Wurf
| Athlet             | Disziplin  | Qualifikation | Qualifikation | Finale        | Finale        |
| Athlet             | Disziplin  | Weite/Höhe    | Platz         | Weite/Höhe    | Platz         |
| ------------------ | ---------- | ------------- | ------------- | ------------- | ------------- |
| Hugo Mamba-Schlick | Dreisprung | 16,15 m       | 21            | ausgeschieden | ausgeschieden |

### Frauen

#### Laufdisziplinen
| Athletin          | Disziplin | Qualifikation | Qualifikation | Vorlauf | Vorlauf | Halbfinale    | Halbfinale    | Finale        | Finale        |
| Athletin          | Disziplin | Zeit          | Platz         | Zeit    | Platz   | Zeit          | Platz         | Zeit          | Platz         |
| ----------------- | --------- | ------------- | ------------- | ------- | ------- | ------------- | ------------- | ------------- | ------------- |
| Delphine Atangana | 100 m     | 11,57 s       | 1             | 11,55 s | 34      | ausgeschieden | ausgeschieden | ausgeschieden | ausgeschieden |